# Стара Шадріна
Стара Ша́дріна (рос. Старая Шадрина) — присілок у складі Упоровського району Тюменської області, Росія.
Населення — 230 осіб (2010, 296 у 2002).
Національний склад станом на 2002 рік:
- росіяни — 88 %